# Apenesia delicata
Apenesia delicata (лат. ) — вид ос-бетилид рода Apenesia из подсемейства Pristocerinae  (Chrysidoidea, Hymenoptera). Северная Америка.

## Распространение
Северная Америка (Ямайка).

## Описание
Мелкие осы-бетилиды. Длина тела 2,56 мм.
Брюшко равно длине груди и головы вместе взятых, петиоль равен 0,5 от длины задней голени. Тело коричневое. Жвалы с 2 апикальными зубцами. Глаза округлые. Щёки короче, чем длина глаз. Голова шире, чем мезосома. Усики 12-члениковые. Нижнечелюстные щупики 4-члениковые, а нижнегубные состоят из 3 сегментов.
Вид был впервые описан в 1963 году, а его валидный статус подтверждён 2020 году бразильскими гименоптерологами Isabel D.C.C. Alencar (Instituto Federal de Educação, Ciência e Tecnologia do Espírito Santo, Витория, Эспириту-Санту, Бразилия) и Celso O. Azevedo (Universidade Federal do Espírito Santo, Departamento de Biologia, Эспириту-Санту, Бразилия).